# جایزه یادبود جفری فیبر
جایزه یادبود جفری فیبر (انگلیسی: Geoffrey Faber Memorial Prize) یک جایزه ادبی در بریتانیا است که در ۱۹۶۳ به احترام جفری فیبر بنیانگذار و اولین رئیس انتشارات فیبر تأسیس شد.
این جایزه به نویسندگانی اهدا می‌شود که با نوشته‌های خود در زمینه ادبیات به زبان انگلیسی برجسته شده‌اند. ارزش این جایزه ۱۵۰۰ پوند است.
در سال اول، این جایزه به کریستوفر میدلتون و جورج مک‌بث برای شعر تعلق گرفت.